# Karpenko-Massiv
Das Karpenko-Massiv (russisch Массив Карпенко Massiw Karpenko) ist ein Massiv im ostantarktischen Coatsland. Es ragt südöstlich des Recovery-Gletschers und südlich der Shackleton Range auf. 
Russische Wissenschaftler benannten es. Der weitere Benennungshintergrund ist nicht überliefert.